# Usolusî, Iemilciîne
Usolusî (în ucraineană Усолуси) este localitatea de reședință a comunei Usolusî din raionul Iemilciîne, regiunea Jîtomîr, Ucraina.

## Demografie
Componența lingvistică a localității Usolusî
     Ucraineană (99,52%)
     Alte limbi (0,48%)
Conform recensământului din 2001, majoritatea populației localității Usolusî era vorbitoare de ucraineană (99,52%), existând în minoritate și vorbitori de alte limbi.